# Sigalens

Sigalens este o comună în departamentul Gironde din sud-vestul Franței. În 2009 avea o populație de 333 de locuitori.

## Evoluția populației
| An        | 1975 | 1982 | 1990 | 1999 | 2006 | 2009 |
| --------- | ---- | ---- | ---- | ---- | ---- | ---- |
| Populație | 292  | 252  | 239  | 238  | 275  | 333  |